# Hanover, Minnesota
Hanover là một thành phố thuộc quận Wright, tiểu bang Minnesota, Hoa Kỳ. Năm 2010, dân số của thành phố này là 2938 người.

## Dân số
- Dân số năm 2000: 1355 người.
- Dân số năm 2010: 2938 người.